# Ансэба (река)
Ансэба (тигринья ኣንሰባ, англ. Anseba) — река в Эритрее, течёт с Эритрейского нагорья в направлении равнин Судана. Является одной из четырёх крупнейших рек страны. Длина 346 километров, Ансэба берёт начало неподалёку от Асмэры и протекает в северо-восточном направлении через Кэрэн. Она впадает в реку Барка у границы с Суданом.
Притоками Ансэбы являются реки Сала, Телуй (правые), Хор-Дзара (левый).
По имени реки названа одноимённая провинция Эритреи (Ансэба).